# Рецн, Деми-Джейд
Деми-Джейд Рецн (род. 28 декабря 1996, Кембридж) — английская боксёрша. Призёр чемпионата мира 2019 года. Серебряный призёр чемпионата Европы 2019 года.  

## Карьера
На Чемпионате Европы по боксу в Испании в 2019 году, в весовой категории до 48 кг, она сумела добраться до финального поединка, в котором уступила российской спортсменке Юлии Чумгалаковой, и завоевала серебряную медаль турнира. 
Предолимпийский чемпионат мира 2019 года, который состоялся в Улан-Удэ в октябре, британская спортсменка завершила полуфинальным поединком, уступив российской спортсменке Екатерине Пальцевой по раздельному решению судей. В результате на одиннадцатом чемпионате мира по боксу среди женщин она завоевала бронзовую медаль.